# Toini Pöysti
Toini Kylikki Pöysti, gebürtig Mikkola, (* 1. Juli 1933 in Ahlainen; † 9. Mai 2024) war eine finnische Skilangläuferin.

## Werdegang
Toini Pöysti, die für den Noormarkun Nopsa startete, hatte ihren ersten Erfolg bei internationalen Rennen im Jahr 1954 am Holmenkollen beim Holmenkollen Skifestival. Dort gewann sie den 10-km-Lauf. Bei den Nordischen Skiweltmeisterschaften 1958 in Lahti holte die Silbermedaille mit der Staffel. Zudem wurde sie dort Siebte über 10 km. Im folgenden Jahr siegte sie bei den Svenska Skidspelen in Falun über 10 km. und errang bei den Lahti Ski Games den zweiten Platz über 10 km. Bei den Olympischen Winterspielen 1960 in Squaw Valley holte sie die Bronzemedaille mit der Staffel und belegte zudem den sechsten Platz über 10 km. Im März 1960 triumphierte sie bei den Lahti Ski Games über 10 km. Im folgenden Jahr errang sie bei den Lahti Ski Games hinter Siiri Rantanen den zweiten Platz über 10 km. Bei den Nordischen Skiweltmeisterschaften 1962 in Zakopane gelang ihr der neunte Platz über 10 km. Für die Staffel dort wurde sie nominiert. Im selben Jahr siegte sie bei den Svenska Skidspelen mit der Staffel. Bei den Olympischen Winterspielen 1964 in Innsbruck holte sie wie vier Jahre zuvor die Bronzemedaille mit der Staffel. In den Einzelrennen über 5 km und 10 km wurde sie jeweils Fünfte. Bei den Nordischen Skiweltmeisterschaften im Februar 1966 in Oslo belegte sie den neunten Platz über 10 km und den fünften Rang mit der Staffel. Im folgenden Monat kam sie bei den Lahti Ski Games auf den dritten Platz über 10 km. Bei finnischen Meisterschaften siegte sie im Jahr 1960 über 10 km.